# Aleta (aviación)

Las aletas suelen funcionar como láminas que proporcionan sustentación o empuje, o proporcionan la capacidad de dirigir o estabilizar el movimiento en el agua o el aire.

Una aleta es un componente o apéndice delgado unido a un cuerpo o estructura mayor. Las aletas suelen funcionar como láminas que producen sustentación o empuje, o proporcionan la capacidad de dirigir o estabilizar el movimiento mientras se viaja en agua, aire u otros fluidos. Las aletas también se utilizan para aumentar las áreas de superficie con fines de transferencia de calor, o simplemente como ornamentación.
Las aletas evolucionaron por primera vez en peces como medio de locomoción. Las  aletas de los peces se utilizan para generar empuje y controlar el movimiento posterior. Los peces, y otros animales acuáticos como los cetáceos, se impulsan y dirigen activamente con pectoral y cola. Mientras nadan, utilizan otras aletas, como dorsal y aleta anals, para lograr estabilidad y perfeccionar sus maniobras.
Las aletas de la cola de cetáceos, ictiosaurios,  metriorrincoideos, mosasaurios y plesiosaurios se denominan aletas.

## Generador de empuje
Las aletas en forma de lámina generan empuje cuando se mueven, la elevación de la aleta pone en movimiento el agua o el aire y empuja la aleta en la dirección opuesta. Los animales acuáticos consiguen un empuje significativo moviendo las aletas hacia delante y hacia atrás en el agua. A menudo se utiliza la aleta caudal, pero algunos animales acuáticos generan empuje con las aletas pectorales. Las aletas también pueden generar empuje si giran en el aire o en el agua. Las turbinas y las  hélices (y a veces los ventiladores y las  bombas) utilizan una serie de aletas giratorias, también llamadas láminas, alas, brazos o palas.  Las hélices utilizan las aletas para transformar la fuerza de torsión en empuje lateral, propulsando así una aeronave o un buque. Las turbinas funcionan a la inversa, utilizando la elevación de las palas para generar par y potencia a partir de gases o agua en movimiento.
La cavitación puede ser un problema en aplicaciones de alta potencia, lo que provoca daños en las hélices o turbinas, así como ruido y pérdida de potencia. La cavitación se produce cuando una presión negativa hace que se formen burbujas (cavidades) en un líquido, que luego se colapsan rápida y violentamente. Puede causar daños y desgastes importantes. La cavitación también puede dañar las aletas de la cola de los animales marinos que nadan con fuerza, como los delfines y los atunes. Es más probable que la cavitación se produzca cerca de la superficie del océano, donde la presión ambiental del agua es relativamente baja. Incluso si tienen la capacidad de nadar más rápido, los delfines pueden tener que restringir su velocidad porque el colapso de las burbujas de cavitación en su cola es demasiado doloroso. La cavitación también ralentiza al atún, pero por una razón diferente. A diferencia de los delfines, estos peces no sienten las burbujas, porque tienen aletas óseas sin terminaciones nerviosas. Sin embargo, no pueden nadar más rápido porque las burbujas de cavitación crean una película de vapor alrededor de sus aletas que limita su velocidad. Se han encontrado lesiones en el atún que concuerdan con daños por cavitación.
Los peces Scombrid (atún, caballa y bonito) son nadadores especialmente potentes. A lo largo del margen posterior de su cuerpo hay una línea de pequeñas aletas no retráctiles y sin radios, conocidas como aletas. Se ha especulado mucho sobre la función de estas aletas. Las investigaciones realizadas en 2000 y 2001 por Nauen y Lauder indicaron que "las aletas tienen un efecto hidrodinámico sobre el flujo local durante la natación constante" y que "la aleta más posterior está orientada para redirigir el flujo hacia el vórtice de la cola en desarrollo, lo que puede aumentar el empuje producido por la cola de la caballa nadadora". 
Los peces utilizan múltiples aletas, por lo que es posible que una aleta determinada pueda tener una interacción hidrodinámica con otra aleta. En particular, las aletas inmediatamente aguas arriba de la aleta caudal (cola) pueden ser aletas próximas que pueden afectar directamente a la dinámica del flujo en la aleta caudal. En 2011, unos investigadores utilizaron técnicas de imagen volumétrica para generar "las primeras vistas tridimensionales instantáneas de estructuras de estela producidas por peces que nadan libremente". Descubrieron que "los batidos continuos de la cola daban lugar a la formación de una cadena enlazada de anillos de vórtice" y que "las estelas de las aletas dorsal y anal son arrastradas rápidamente por la estela de la aleta caudal, aproximadamente en el marco temporal de un batido posterior de la cola". 

## Control del movimiento

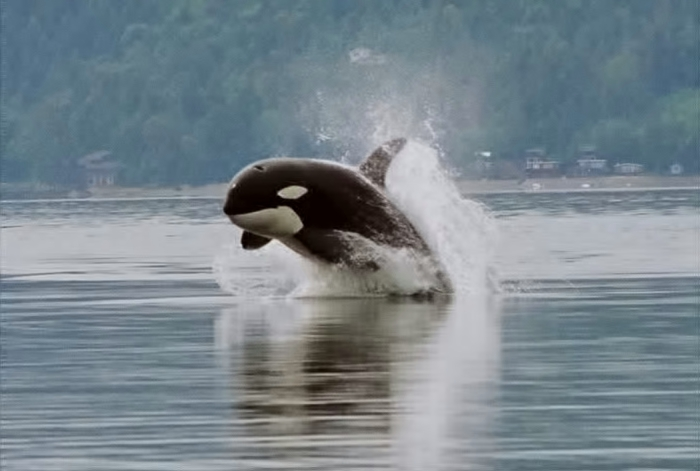
Las aletas son utilizadas por los animales acuáticos, como esta orca, para generar empuje y controlar el movimiento posterior

Una vez establecido el movimiento, éste puede controlarse con el uso de otras aletas.Los barcos controlan la dirección (guiñada) con timones en forma de aleta, y el balanceo con aletas estabilizadoras y aletas de quilla. Los aviones consiguen resultados similares con pequeñas aletas especializadas que modifican la forma de sus alas y aletas de cola.
Las aletas estabilizadoras se utilizan como  remeras en flechas y algunos dardos, y en la parte trasera de algunas bombas, misiles, cohetes y torpedos autopropulsados. Normalmente son planares y tienen forma de pequeñas alas, aunque a veces se utilizan aletas de rejillas. También se han utilizado aletas estáticas para un satélite, GOCE.